# Ectoedemia amani
Ectoedemia amani là một loài bướm đêm thuộc họ Nepticulidae. Nó được tìm thấy ở miền nam Na Uy, miền nam Thuỵ Điển, Đan Mạch (Bornholm và Falster), Áo (vùng Viên), và Macedonia.

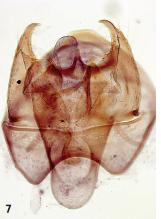
Cơ quan sinh dục ngoài con đực

Sải cánh dài 7.8-9.8 mm. Con trưởng thành đã được bắt trong tháng 6 và tháng 7.
Ấu trùng ăn các loài Ulmus. 